# 光復郷

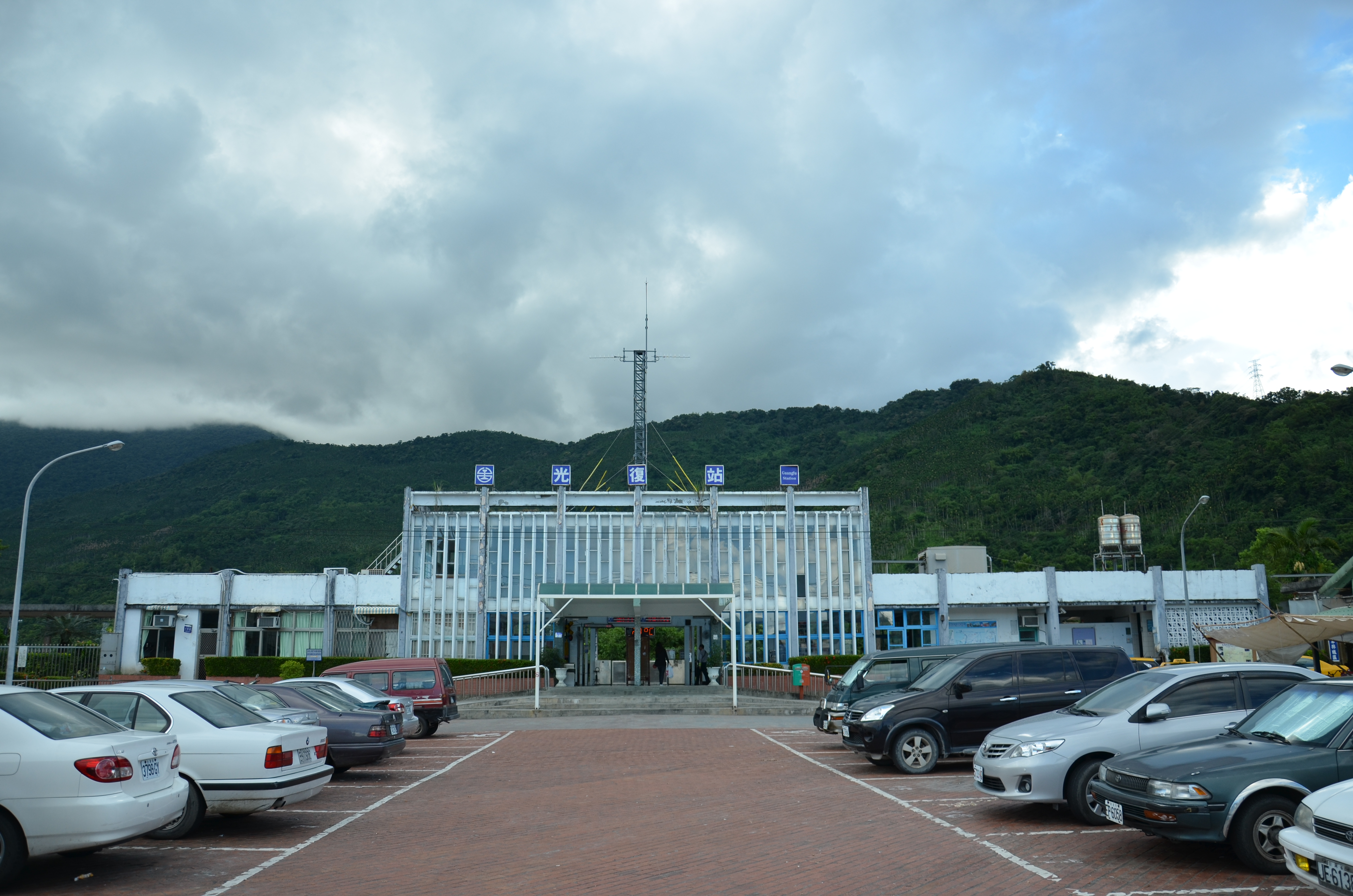
光復駅

光復郷（グワンフー/こうふく-きょう）は台湾花蓮県の郷。

## 地理
光復郷は花蓮県東部に位置し、北は鳳林鎮と、東及び東南は豊浜郷と、西は万栄郷と、南は瑞穂郷とそれぞれ接している。
地勢は西側の中央山脈と東側の海岸山脈に挟まれた花東縦谷に位置し、細長い平原で構成されている。郷内には馬太鞍渓、花蓮渓、光復渓等が流れている。住民の構成は漢人と原住民が拮抗しており、原住民の多くはアミ族である。

## 歴史
光復郷は旧名を「馬太鞍（マタアン）」と称した。古くは家々でキマメを盛んに栽培しており、そのキマメをアミ語で「バタアン」(Vataan)と称したことに由来する地名である。しかし日本統治時代、「馬太鞍」を「またぐら」と読みまちがえる日本人が続出し、それを嫌がった地元住民により、「上大和（かみやまと）」と改名された。
清代には馬太鞍社、馬佛社、サド（沙荖）社、タパロン（太巴塱）社などアミ族の集落が広がり、その中でタパロン社が台湾東部で最大のアミ族部落だった。咸豊年間より漢人の入植が進み、台東直隸州に帰属するようになった。1920年の台湾地方改制の際、この地は花蓮港庁鳳林郡鳳林街と瑞穂庄の管轄とされた。戦後もこの行政区分が用いられ花蓮県鳳林鎮と瑞穂郷の管轄とされたが、1947年3月に独立した郷として改編されることとなり、台湾光復後に設置されたことを記念して「光復郷」と命名され現在に至っている。

## 行政区
| 村 |
| --- |
| 大安村、大華村、大同村、大平村、大馬村、大進村、大全村、東富村、西富村、南富村、北富村、大富村、大豊村、大興村 |

## 歴代郷長
| 代 | 氏名 | 任期 |
| -- | ---- | ---- |

## 教育

### 高級職業学校
- 国立光復恒久商工職業学校

### 国民中学
- 花蓮県立光復国民中学
- 花蓮県立富源国民中学

### 国民小学
| - 花蓮県立光復国民小学 - 花蓮県立太巴塱国民小学 - 花蓮県立大全国民小学 - 花蓮県立大富国民小学 | - 花蓮県立大進国民小学 - 花蓮県立大興国民小学 - 花蓮県立東富国民小学 - 花蓮県立西富国民小学 |

## 交通

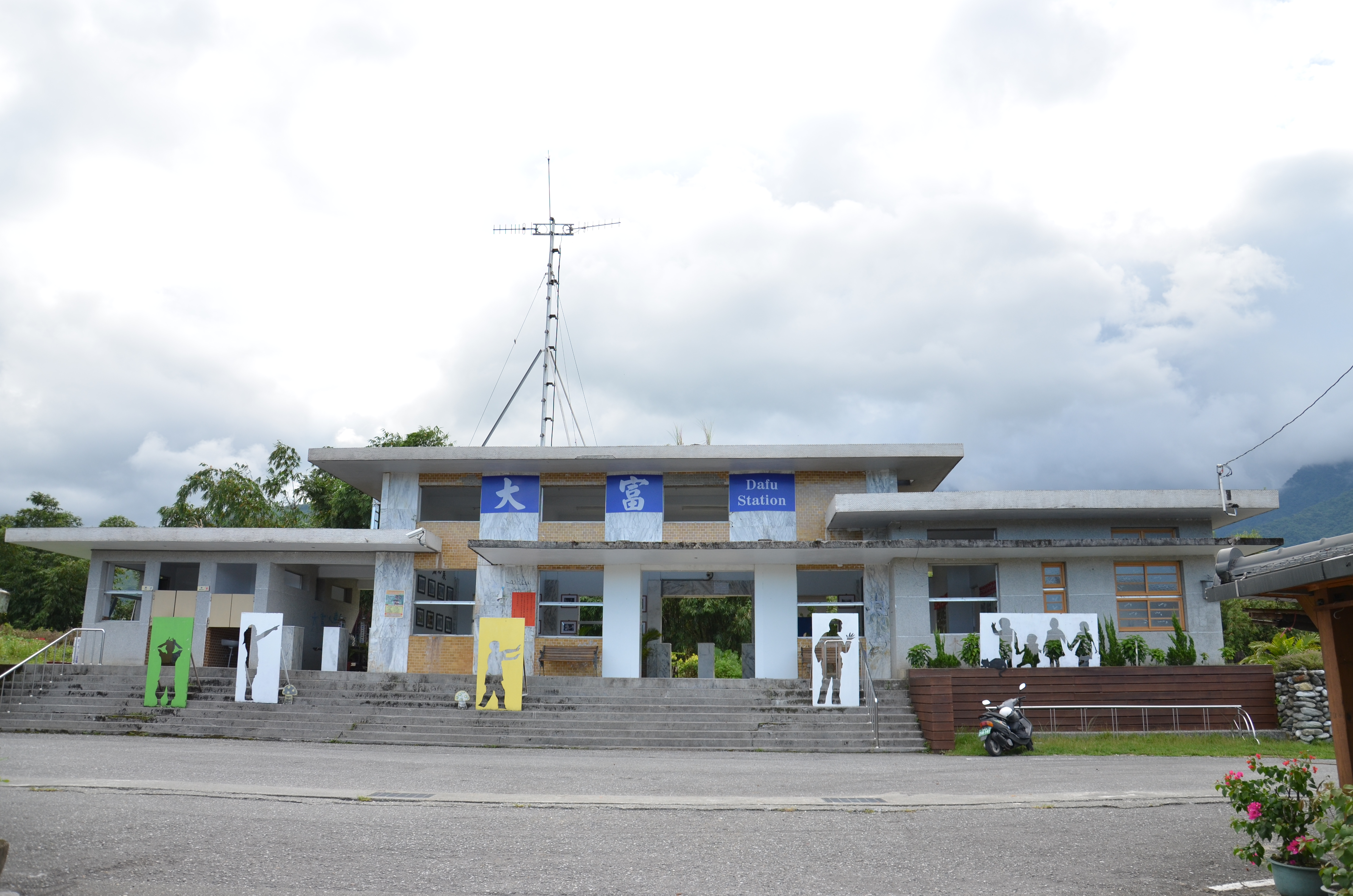
大富駅

| 種別 | 路線名称         | その他        |
| ---- | ---------------- | ------------- |
| 鉄道 | 台東線           | 光復駅 大富駅 |
| 省道 | 台9線            | 花東公路      |
| 省道 | 台11甲線         |               |
| 県道 | 県道193号 (台湾) |               |

## 観光

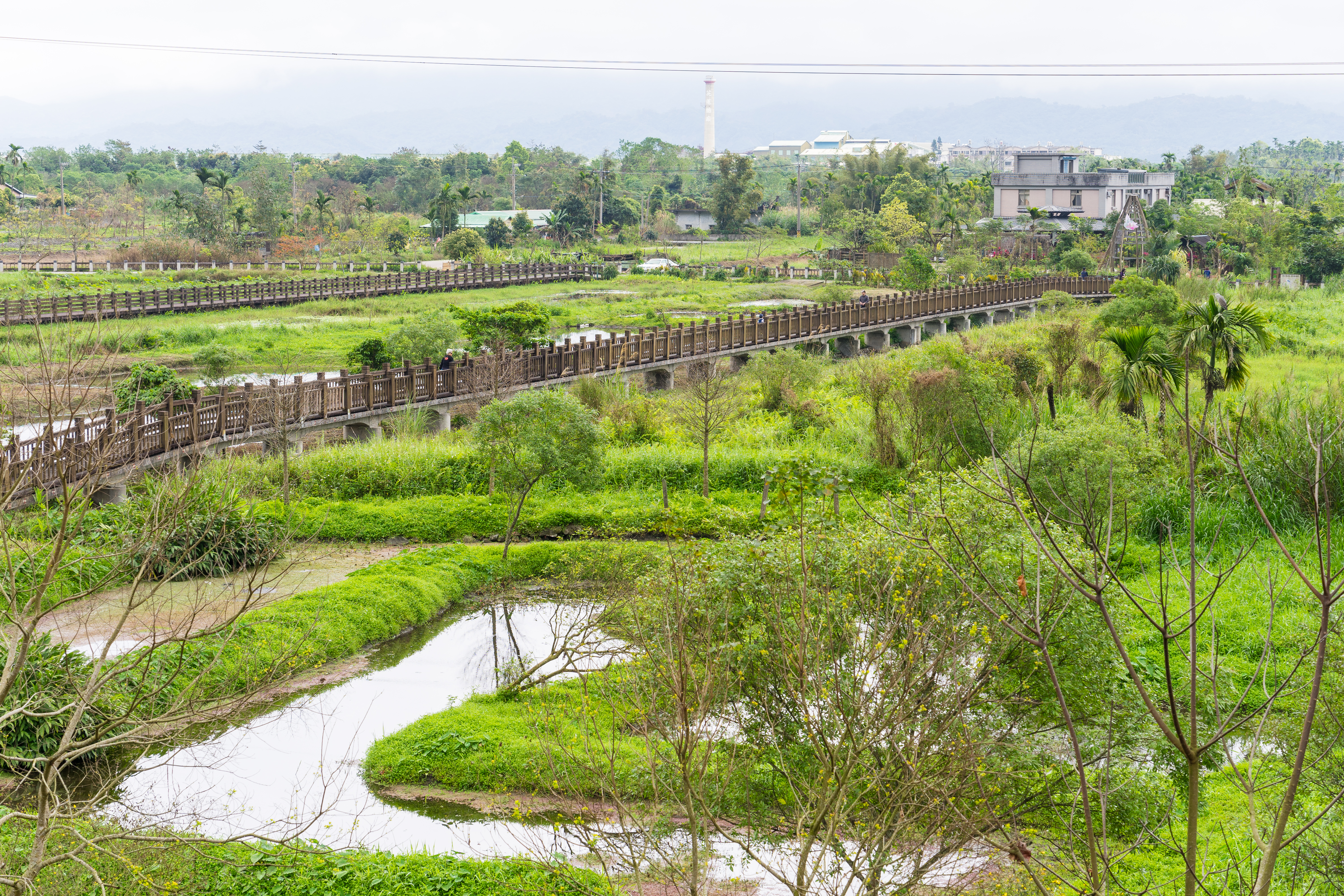
馬太鞍湿地

- 台糖花蓮糖廠（中国語版）
- 馬太鞍湿地
- 土石流紀念公園
- 芙登渓サイクリングロード
- 馬太鞍豊年舞祭
- 太巴塱文化（中国語版）発祥の地
- 保安寺
- 太巴塱天主堂
- 鍾家古厝